# Björk Live Book

Björk Live Book es un libro editado por la cantante y compositora islandesa Björk, publicado en agosto de 2003.
El libro una trascripción de una conversación entre Björk y Ásmundur Jónsson en la casa de Björk en 2002, acerca de toda su carrera como solista álbum por álbum. Además contiene información de la gente con la cual ha estado trabajando a través de la música y de las imágenes.

## Contenido
- A conversation with Björk, by Ásmundur Jónsson.
- About Lynn Fox, by Paula Carson.
- About Matmos, by David Toop.
- About Zeena Parkins, by Ásmundur Jónsson.
- About Leila, by Tommy Udo.

- Datos: Q5729464